# Masayuki Uemura
Masayuki Uemura (上村雅之 Uemura Masayuki,  født 20. juni 1943, død 6. december 2021) var en japansk ingeniør, videospilproducent og professor. Han var kendt for sit arbejde som ansat ved Nintendo fra 1971 til 2004, specielt for hans nøglerolle i udviklingen Nintendo Entertainment System.
Uemura var uddannet elektronikingeniør fra Chiba Teknologisk Institut. Han skrev i sin selvbiografi, at han nød sine læreår meget.
Uemura havde tidligere været ansat i Sharp Corporation da han sluttede sig til Nintendo i 1971, hvor han arbejdede sammen med Gunpei Yokoi og Genyo Takeda om solcelleteknologi til arkadespillet Laser Clay Shooting System. Efter at være blevet direktør for forskings- og udviklingsafdelingen Nintendo R&D2 fungerede Uemura som hovedarkitekten for Nintendo Entertainment System og Super NES-spilkonsoller. Han trak sig tilbage fra Nintendo i 2004 og blev direktør for Center for Game Studies ved Ritsumeikan Universitet.
Uemura trak sig tilbage fra Nintendo i 2004 men forblev rådgiver i forsknings- og ingeniørafdelingen. Han blev professor ved Ritsumeikan University, hvor han forskede og underviste i videospil.
Uemura døde 6. december 2021 i en alder af 78 år.